# Eduard Nazarski
Eduard Nazarski (Roggel, 27 april 1953) is een Nederlands deskundige op het gebied van mensenrechten en vluchtelingen. Nazarski bekleedt verschillende bestuurs- en toezichtfuncties bij organisaties die zich inzetten voor mensenrechten. Hij was directeur van Amnesty International Nederland en Vluchtelingenwerk Nederland.  Daarnaast is hij voorzitter van de jury Mensenrechtentulp, de mensenrechtenprijs van de Nederlandse regering (2020 en 2021).

## Leven en werk
Nazarski heeft culturele antropologie gestudeerd. Van 1990 tot 2006 werkte hij voor Vereniging VluchtelingenWerk Nederland, waarvan de laatste 6 jaar als algemeen directeur. Nazarski was van 2006 tot 2019 directeur van Amnesty International, afdeling Nederland.  Als hoogtepunten van zijn tijd bij Amnesty International noemde hij bij zijn vertrek de campagnes tegen etnische profilering door de politie en de Sleepwet, en de succesvolle acties voor politieke gevangenen als Leyla en Arif Yunus uit Azerbeidzjan en Abdullah al-Man-souri uit Iran.
Na zijn pensionering bleef hij zich inzetten voor mensenrechtkwesties. Hij is sinds 1 december 2020 voorzitter van de Stichting Vredeswetenschappen en sinds 1 maart 2021 voorzitter van de Raad van Toezicht van vredesorganisatie PAX.

## Publicaties
- Vrijwilligers haken af!Rapport over de effekten van overheidsbezuiniging in het klub- en buurthuiswerk | Utrecht, Landelijk Steunpunt Vrijwilligerswerk, 1987. ISBN 9070777371
- Van waarde voor twee Verslag van een onderzoek naar ervaringen en wensen van oudere consumenten die van vrijwilligersdiensten gebruik maken | Utrecht, Landelijk Steunpunt Vrijwilligerswerk, 1988. ISBN 9070777428
- Mensenrechten Serie: Elementaire Deeltjes. Dit Elementaire Deeltje gaat over het ontstaan en de betekenis van mensenrechten en de controverses die ermee gepaard gaan | Amsterdam, Amsterdam University Press, 2018. ISBN 978-9462986459
- SIM Peter Baehr Lecture: Shrinking space for civic space: The countervailing power of NGOs | Netherlands Quarterly of Human Rights, 2017

- Gemeinsame Normdatei: 1173123377
- International Standard Name Identifier: 0000 0003 9278 0384
- Nederlandse Thesaurus van Auteursnamen: 073375225
- Virtual International Authority File: 202582109
- WorldCat: E39PCjrBbcFht3ffXPRb9b7WDq